# 玛西斯雷达

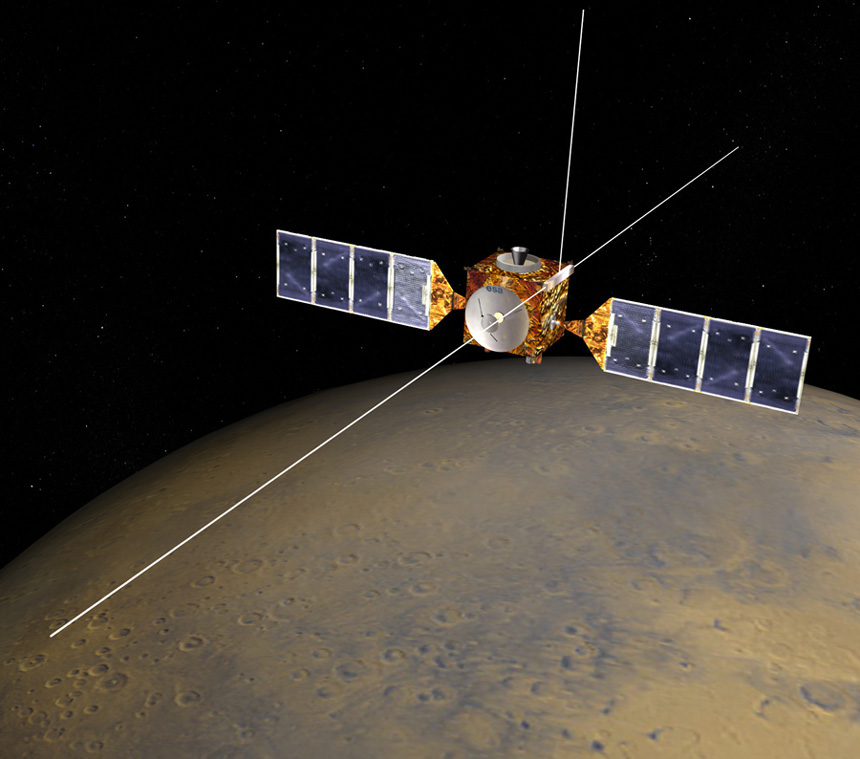
部署在火星快车号上的玛西斯雷达天线示意图

玛西斯雷达 （MARSIS）全称为“火星地下和电离层探测高新雷达”，是一台由罗马拉萨皮恩扎大学和阿莱尼亚航天公司（今天的意大利泰雷兹阿莱尼亚宇航公司）联合开发的低频脉冲限制的雷达测深仪和高度计。它将运行在欧空局火星快车号轨道飞行器任务中。  
玛西斯雷达的首席研究员是来自意大利罗马拉萨皮恩扎大学的乔瓦尼·皮卡迪（Giovanni Picardi）。“玛西斯雷达”采用合成孔径技术和辅助接收天线来隔离地下反射，具有探地雷达功能，它发现了火星上已埋藏的盆地，该设备获得了意大利航天局和美国宇航局的资助。

## 部署

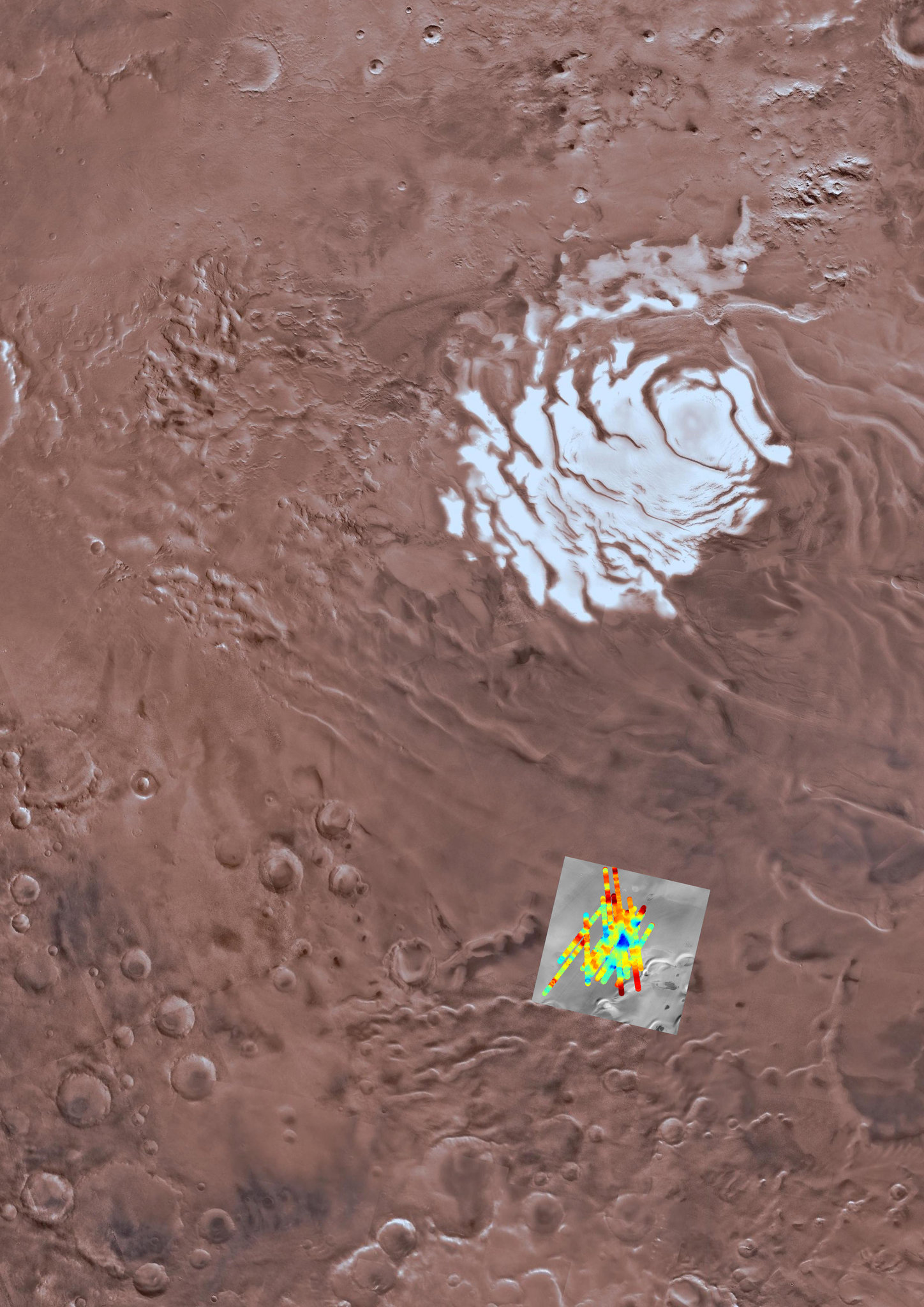
火星南极
冰川下液态水位置
(2018年7月25日)

2005年5月4日，“火星快车”展开了两具20米长雷达吊杆中的第一根，以用于玛西斯雷达实验。起初，吊杆没有完全锁定到位，但在5月10日将其暴露在阳光下数分钟后，故障被自动修复。第二根20米吊杆于6月14日成功展开，两根20米吊杆组成了一条40米长的偶极子天线。6月17日，又部署了一根不太重要的7米长单极天线。雷达吊杆原本定于2004年4月部署，但由于担心展开过程中可能会鞭击损伤航天器，因此这一步骤被推迟。由于延迟，决定将为期四周的调试分为两阶段进行，7月4日前的两周和2005年12月前的两周。
吊杆的部署是一项关键且高度复杂的任务，需要欧空局、美国宇航局、企业和大学等相关部门间的有效合作。

## 探测
在探地模式下，玛西斯雷达在介于1.8至5.0兆赫频率中发射一系列带宽为1兆赫的调制啁啾信号；当探测电离层时，它也会发出0.1到5.4兆赫之间的啁啾信号。根据不同模式，脉冲宽度分别变换为30、91或250微米和130赫兹的标称脉冲重复频率，发射功率为1.5或5瓦。
2005年7月开始正式进入科学探测阶段。
2012年玛西斯团队发表了北部和南部高纬度区介电常数测量差异的论文，证明填塞在北部盆地的物质是一种密度较低的物质，这可解释为是一座古代北方海洋的证据.。
2018年7月，22名意大利科学家利用玛西斯雷达数据报告说，在火星上发现了一座位于南极冰盖下方1.5公里（0.93英里），水平延伸约20公里（12英里）的冰下湖，这是已知首个稳定的火星水体。

玛西斯雷达天线（水平线）的尺寸与航天器及人体轮廓对比。

## 另请查看
- 月球雷达测深器（LRS），是一台绕地球月球轨道运行的低频雷达测深仪仪和高度计。
- 木星冰月探测雷达，冰月探测雷达（RIME）是一种轨道低频雷达测深仪和木星冰卫星高度计。
- 沙拉德雷达,后来发射的火星勘测轨道飞行器上的火星浅层测深雷达（20赫兹）补充了玛西斯的功能[15]。
- 天问一号，天文一号任务计划分别在火星轨道器和地面探测车上各安装一台探地雷达。
- WISDOM (radar)，火星水冰和地下沉积物观测雷达（WISTEM）是安装在罗莎琳德·富兰克林号漫游车上的一台探地雷达。